# 統合進歩党
統合進歩党（とうごうしんぽとう、韓国語: 통합진보당）は、かつて存在した韓国の政党。
公式略称は進歩党だが、一部メディアでは統進党の略称を使用する場合もある。

## 概説
2011年12月5日、左派政党である民主労働党（以下、民労党）と社会自由主義政党の国民参与党（以下、参与党）及び進歩新党離党派の新進歩統合連帯（以下、統合連帯）が合同して結成された。
2012年末に行われる大統領選挙の前哨戦となった4月の総選挙では最大野党である民主統合党（以下、民主党）と選挙協力を実施、与党セヌリ党の不毛地帯である全羅道を除いた地域区で統一候補を擁立して戦った結果、13議席（うち比例代表6）を獲得した。しかし選挙後に比例代表候補選出不正疑惑が発覚、不正選挙を否定する党権派と不正選挙を認め刷新を求める非党権派が激しく対立、中央委員会が党権派党員によって妨害されて中断に追い込まれる事態に陥った。その後、非党権派と党権派が共に非常対策委員会を組織する事態となり、統合進歩党は事実上の分裂状態になった（後述）。
指導部選挙は、インターネット投票と現場投票およびモバイル投票で25日から28日まで行われる予定であったが、インターネット投票初日からサーバーに技術的障害が発生したため中断された。改めて7月9日から14日に掛け、オンライン投票と現場投票、ARSモバイル投票で党指導部選出選挙が行われた結果、新党権派の姜基甲候補が旧党権派の候補を大差で破って当選、最高委員も新党権派が多数を占めた。しかし、旧党権派議員の除名が否決されたことをきっかけに離党者が続出、新党権派は党を解散した上で党刷新に反対する旧党権派を排除した新たな政党を結成する方針を固めた。
党再建に向けた旧党権派との交渉が不調に終わったことを受け、姜代表は9月6日に党の分党を宣言した。これにより分党に向けた手続きが取られることになったため、進歩党は党結成から1年も経たずに分裂することになった。新党権派議員4名の自発的除名（7日）、姜基甲代表離党（10日）、権永吉・千永世前民労党代表の離党（11日）など議員や党重要幹部の離党が相次いだ他、旧参与党系の党員7000名余りも集団離党した。一方、旧党権派は新党権派関係者の離党が相次いだ事を受け、緊急党大会の開催を決定するなど党の再整備に乗り出した。
9月16日に臨時党大会が行われ、カン・ビョンギ前慶尚南道副知事を非常対策委員長に任命、10月20日までに大統領候補を選出することを決定した。10月15日から五日間行われた党内選挙の結果、65%弱の支持を得た李正姫前共同代表を進歩党の大統領候補に選出した。しかし、投票日を目前に控えた12月16日、「国民が望む政権交代を実現するため」として立候補辞退した。
2013年2月18日から22日にかけて行われた党職者選挙の結果、李正姫前共同代表が投票した選挙権者の九割以上の賛成を得て新たな党代表に選出された。
2014年12月19日、大韓民国憲法裁判所の審判により、統合進歩党は「親北」・「民主的基本秩序に反する」政党と判断され、強制解散の決定を下された。同党は即刻解散し、所属の大韓民国国会議員5名は議員の資格を喪失した。同日、大韓民国の中央選挙管理委員会はこの解散宣告を受け、同党の政党登録を抹消した。
2016年2月に結成された民衆連合党には、統合進歩党の元議員や関係者が多数参加しており、事実上の後継政党とされている。
2016年2月、産経新聞は日本にある朝鮮大学校の元幹部が北朝鮮本国の指示のもと、統合進歩党や前身の民主労働党を支援していたと報道した。

## 結成経緯
2011年6月1日、「進歩政治大統合と新しい進歩政党建設のための進歩陣営代表者連席会議」の場において、2008年に分裂した民労党と進歩新党が再結合して新たな統合進歩政党を建設することに合意した。しかし、9月4日に行われた進歩新党の党大会で新設合党案件への賛成票が成立要件に必要な3分の2に満たず否決され、統合は白紙に戻った。
10月26日のソウル市長補選以後、民労党と参与党（盧武鉉大統領の側近である柳時敏が2010年1月に結成した政党）及び進歩新党を離党した沈相奵や魯会燦が結成した統合連帯による統合論議が進められた。そして11月20日、民労党と参与党および統合連帯の3者による統合新党の結成に合意し、総選挙前までは各党派から一人ずつ参加する三人代表制（法的代表は民労党の李正姫代表）で運営することも決められた。統合政党の党名は党員と国民の世論調査の結果、「統合進歩党」とすることで決定し、各党の党大会における合党手続きを経て、12月5日に三党は統合を公式宣言して「統合進歩党」が発足した。

## 略称について
略称に関し、党役員などは「進歩党」を用いていたが、この略称について韓国の中央選挙管理委員会（以下、中央選管）は「進歩新党と混同する恐れがある」と指摘した他、進歩新党からも党名と略称について「進歩政治勢力をすべて統合したような党名を決めたのは政治的道義に反する」と反発の声が挙がった。
総選挙後、政党支持2％未満の政党は自動的に解散される政党法の規定に基づいて進歩新党が解散されたことを受け、党名を「統合進歩党」から「進歩党」に改める方針を明らかにしたが、元・民労党の党員が「進歩党結成準備委員会」の登録申請を中央選管に行い、5月9日に登録されたことで党名改称は不可能となった。しかし結成準備委員会が11月8日に自主解散したことを受け、翌9日に「進歩党」の略称届出を中央選管に行い受理された。

## 沿革
- 2011年
  - 11月20日：李正姫民労党代表、柳時敏参与党代表、魯会燦統合連帯代表。3者統合による新党結成に合意したことを発表[21]。
  - 12月5日：民労党と参与党および統合連帯、3者合同を正式決議[22]。
  - 12月11日：創党出帆式[23]。
  - 12月15日：中央選挙管理委員会に登録[24]。
- 2012年
  - 2月5日：総選勝利前進大会[25]。
  - 2月23日：全国民主労働組合総連盟（以下、民主労総）の前委員長である趙俊虎を共同代表に選任。
  - 3月6日：統合進歩党と民主労総、政策協約を締結。
  - 3月10日：民主党との選挙協力（野圏連帯）に合意[26]。
  - 4月11日：第19代総選挙、選挙前を6上回る13議席を獲得、自由先進党を抜いて3党に[27]。
  - 5月3日：4月総選挙の比例代表候補党内予備選における代理投票や幽霊投票など不正行為を確認した真相調査報告書発表[28]。
  - 5月12日：非常対策委員会構成と刷新案を議論するため開かれた第1次中央委員会が党権派（主流派）の妨害によって中断[29]。
  - 5月14日：党刷新と姜基甲院内代表を非常対策委員長とする非常対策委員会構成案を賛成多数で議決[30]。李正姫など共同代表団は辞任[31]。
  - 5月20日：主流派、独自の非常対策委員会を設置。
  - 5月21日：検察、比例代表候補選出不正疑惑の捜査のため進歩党中央党舎に家宅捜索を実施、党員名簿が収納されているサーバーなどを押収[32]。
  - 5月29日：比例代表候補9名と柳時敏前代表が中央選管に候補者辞退届を提出。
  - 6月6日：ソウル市党党紀委員会、中央委員会の辞任勧告を拒否した議員2名を含む候補4名の除名を決定。
  - 7月10日：議員団総会で新たな院内代表に沈相奵を選出[33]。
  - 7月12日：民主労総の最大産別組合である金属労組の委員長が離党届を提出[34]
  - 7月15日：党指導部選出選挙で新党権派の姜基甲が当選[35]。
  - 7月26日：李ソッキ・金ジェヨン両議員に対する除名案の採決が否決[36]。
  - 8月7日：新党権派、統合進歩党を解散し、新たな政党を結成する方針を表明[37]。
  - 8月14日：民主労総中央執行委員会、統合進歩党への支持撤回を決定[38]。
  - 9月6日：姜基甲代表、統合進歩党の分党を宣言。
  - 9月7日：新党権派、議員総会を開催。新党権派議員4名が除名され、進歩党の国会議員は9名となった[39]。
  - 9月10日：姜基甲代表が離党。同時に新党権派の新党に加わらず、事実上の政界引退を表明[40]。
  - 9月11日：権永吉・千永世前民労党代表が離党[41]。
  - 9月13日：沈相奵と魯会燦ら国会議員3名が離党[42]。
  - 9月16日：臨時党大会。非常対策委員長にカン・ビョンギ前慶尚南道副知事、院内代表にオ・ビョンユン議員、書記長にはアン・ドンソプ京畿道党委員長をそれぞれ任命。任期は来年の3月まで[43]。
  - 10月20日：大統領候補に李正姫前共同代表を選出。
  - 12月16日：李正姫候補、立候補を辞退。
- 2013年
  - 2月22日：党代表に李正姫前共同代表を選出[44]。
  - 8月28日：国家情報院と水原地検は、李石基議員など進歩党関係者が国家基幹施設破壊などを企てたとの容疑で議員事務所などを家宅捜索するとともに党幹部など3人を逮捕[45]。
  - 9月4日：国会は、内乱陰謀疑惑の中心人物とされる李石基に対する逮捕同意案を、在席議員289名中258名の賛成で可決。同日、国情院は李石基に対する勾引状を執行[46][47]。翌5日、李石基を内乱陰謀などの容疑で逮捕[48]。
  - 11月5日：韓国政府は閣議で、法務部が提出した「違憲政党の解散審判請求の件」を議決。同日、憲法裁判所に違憲政党解散審判請求を提出[49][50]。
- 2014年
  - 6月4日：第6回全国同時地方選挙。現職基礎団体長2名が落選、広域議会3名（いずれも比例）と基礎議員34名の当選に留まる[51]。
  - 6月12日：大法院は、米韓自由貿易協定（米韓FTA）批准同意案の国会強行採決に反対して本会議場で催涙弾の粉を撒いた金先東（国会議員）に対し懲役1年・執行猶予の原審を確定。これにより議員職を喪失[52]。
  - 12月19日：大韓民国憲法裁判所の審判により解散され、所属議員5名は議員の資格を喪失した[9]。大韓民国憲政歴史上初めての政党解散である[53]。また同日、中央選挙管理委員会に政党登録を抹消された[10]。

## 党役職者
| 役職     | 氏名（ハングル）             | 経歴 |
| -------- | ---------------------------- | --- |
| 代表     | 李正姫（이정희）             | - 民弁女性福祉委員会委員長 - 第18代国会議員 - 民主労働党第4期代表 - 第18代大統領選挙統合進歩党候補 |
| 院内代表 | オ・ビョンユン（오병윤）     | - 第19代国会議員（光州市西区乙） - 民主労働党事務総長（2008年7月） |
| 最高委員 | キム・スンキョ（김승교）     | - 現・民主民生平和統一主権連帯議長 - 現・ソウル一般労働組合諮問弁護士 - 前・漢城大不動産大学院外来教授 - 前・民主労働党中央党規委員長 - 前・統合進歩党非常対策委員                                                               |
| 最高委員 | ミン・ビョンニョル（민병렬） | - 現・統合進歩党最高委員 - 現・民主労総釜山地域本部諮問委員 - 前・統合進歩党革新委共同執行委員長 - 前・統合進歩党釜山市党共同委員長 - 前・民主労働党釜山市党委員長 - 前・第19代総選影島区野党統一候補 - 前・民主労働党創党発起人 |
| 最高委員 | アン・ドンソプ（안동섭）     | - 民主労総水原地域金属労組委員長 - 水原非正規職労働センター所長 - 民主労働党京畿道党委員長 - 統合進歩党京畿道党共同委員長 - 統合進歩党事務総長                                                                                   |
| 最高委員 | ユ・ソンヒ（유선희）         | - 現・九老勤労者福祉センター理事 - 現・親環境無償給食九老運動本部常任代表 - 現・統合進歩党最高委員 - 前・民主労働党第1期最高委員 - 前・民主労働党臨時委員長 - 前・統合進歩党九老委員長                                           |
| 最高委員 | イ・ジョンヒ（이정희）       | - 現・慶南女性連帯共同代表 - 現・統合進歩党慶尚南道党副委員長 - 前・民主労働党サチョン市地域委員長 - 前・サチョン市議会議員 - 前・サチョン進歩連合常任代表                                                                       |
| 最高委員 | チョン・ヒソン（정희성）     | - 前・光州地域一般労働組合委員長 - 前・民主労総光州全南地域本部長 - 前・民主労総副委員長 - 前・統合進歩党中央委員 |
| 最高委員 | チェ・ヒョンゴン（최형권）   | - 前・全国農民会総連盟順天郡農民会会長 - 前・民主労働党最高委員 - 前・全国農民会総連盟政治委員会委員長 - 前・全国農民会総連盟副議長                                                                                              |

出典：사람들（人々）、統合進歩党ホームページ（2013年7月28日閲覧）
歴代代表
- カン・ビョンギ（非常対策委員長、2012年9月16日～2013年2月22日）
- ミン・ビョンニョル（代表代行、2012年9月10日～16日）
- 姜基甲（代表、2012年7月15日～9月10日）
- 共同代表（2011年12月11日～2012年5月14日）
  - 李正姫（民主労働党代表）法的代表
  - 柳時敏（国民参与党代表）
  - 沈相奵（統合連帯代表）
  - 趙俊虎（民主労総指導委員）

歴代院内代表
- オ・ビョンユン（2012年9月16日～）
- 沈相奵（2012年7月10日～27日）

## 政策
5大ビジョン
1. 国の主権確立
2. 福祉国家建設
3. 韓半島平和と統一
4. 緑色生態社会建設
5. 韓国政治改革

出典
綱領については당헌/강령（党憲／綱領）（統合進歩党ホームページ）を参照。

## 党勢推移
| 代     | 年月日        | 当選者数 | 当選者数 | 当選者数 | 政党 得票率 |
| 代     | 年月日        | 合計     | 地域区   | 比例代表 | 政党 得票率 |
| ------ | ------------- | -------- | -------- | -------- | ----------- |
| 第19代 | 2012年4月12日 | 13       | 7        | 6        | 10.30%      |

| 選挙                  | 年月日       | 広域団体長 | 基礎団体長 | 広域議会 | 広域議会 | 広域議会 | 広域議会 | 基礎議会 | 基礎議会 | 基礎議会 |
| 選挙                  | 年月日       | 広域団体長 | 基礎団体長 | 合計     | 地域区   | 比例代表 | 得票率   | 合計     | 地域区   | 比例代表 |
| --------------------- | ------------ | ---------- | ---------- | -------- | -------- | -------- | -------- | -------- | -------- | -------- |
| 第6回全国同時地方選挙 | 2014年6月4日 | 0          | 0          | 3        | 0        | 3        | 4.26%    | 34       | 31       | 3        |

出典：선거통계시스템（選挙統計システム）、2014年6月11日閲覧

## 出来事

### 野党統一候補予備選不正
第19代総選挙における野党統一候補を決定するため電話世論調査形式による予備選が3月17日と翌18日に行われ、ソウル市冠岳区乙では李正姫代表が勝利し野党統一候補となった。しかし予備選で敗れた民主党議員側から李正姫代表のスタッフが世論調査結果を入手し支持者に対して年齢を偽って回答するように指示したとの疑惑が提起され、無所属出馬を表明する事態となった。疑惑に対して李代表は当初、再予備選を提案し、民主党側から求められていた候補者辞任を拒否した。しかし、辞任を拒否する李代表に対する批判は強まり、他選挙区の予備選で進歩党候補に敗れた民主党候補の一部も反発する動きを見せ、野党圏連帯そのものが崩壊しかねない事態に直面した結果、李代表は候補者登録最終日の3月23日に立候補辞退を表明した。

### 比例代表候補予備選不正
第19代総選挙比例代表候補を決定する党内予備選は3月14日～18日の四日間にかけ、党員を対象にインターネット投票と現場投票（投票所投票）の結果を合算する方式で行われた。しかし、選挙人名簿より投票者が多い投票所が7箇所も存在した事実や名簿の氏名と投票者氏名が一致しないなどの問題点が続出、名簿下位となった候補から不正選挙疑惑が提起されたが、党の選管は総選挙以降に真相究明委員会を立ち上げるとして訴えを棄却した。
予備選の結果、進歩党の候補者名簿は主流派（党権派）である民労党出身者が上位を占め、参与党出身候補者は下位となった。総選挙後、インターネット投票のソースコードを民労党関係者の指示で閲覧した事実、現場投票における投票箱の管理不備、代理投票や二重投票などインターネット投票と現場投票の両方で不正が行われた疑惑が公式に提起され、比例代表で当選した党権派候補の辞任を求める声が挙がった。。
疑惑を調査するために設けられた調査委員会は5月3日、予備選挙において同一IPアドレスからの複数オンライン投票、代理投票や幽霊投票などの不正が行われた事実を認めた。翌4日には、比例代表当選者の一人が党内不正選挙の責任を取るとして辞任を発表し他の当選者にも辞任を呼びかけ、党内でも予備選に参加した比例代表候補の辞任を求める声が強まった。
こうした動きに対し、党権派の事実上のトップで京畿東部連合の一員と目される李正姫代表は5月4日の全国運営委員会の場で真相調査委員会の報告について「偏向的で不十分な真相調査で党員を侮辱している」として批判、党内で挙がっている党代表辞任要求に対しても「即刻辞職は正しくない」としてこれを拒否した。党内ではあくまで不正選挙を否定する主流派（旧・民労党系）と不正選挙を認め刷新を求める非主流派（旧・参与党、統合連帯）との間で対立が強まり、全国運営委員会は党権派の党員と学生によって混乱状態に陥った。そして非常対策委員会の設置と党刷新案を討議するため12日に行われた中央委員会は、主流派の党員が非主流派の柳時敏や趙俊虎代表などに暴行を加え、会議を妨害する事態が発生したため中断される事態に陥った。
主流派による暴力事態にまで陥った進歩党の内紛に対し、「韓国の進歩は死んだ」と批判するコメントが知識人から寄せられた他、4月総選挙で選挙協力をした最大野党である民主党からも「こうした状態で国民の心がつかめるのか」「野党圏全体の同伴墜落をもたらしている」など批判的意見が相次ぎ、12月に予定されている大統領選挙を前にして両党の連帯に亀裂が生じる事態となった。また進歩党の最大支持母体である民主労総のキム・ヨンフン委員長は「物理的な暴力事態はいかなる状況でも正当化できない行為であり、民主労総はこれを支持しない」と批判するコメントを発表、党中央委員会の前日11日に行われた民主労総中央執行委員会で、党共同代表団と予備選比例候補総辞職要求、民主労総所属比例候補の辞任、支持撤回を含めた党との関係を根本的に再確立することを旨とした『現統合進歩党に対する私たちの立場』を発表した。また、4月総選挙で民主労総関係者が比例代表名簿から排除されるなど、労働者の利益を代弁できない状況に対する不満から、労総内部では進歩党に代わる新たな労働者政党を結成する動きも強まっており、7月12日には民主労総の最大産別組合である全国金属労働組合（金属労組）の委員長が離党届を提出した。
中央委員会が主流派党員の妨害で中断されたことを受け、電子会議による中央委員会が13日から14日にかけて行われ、中央委員を対象にしたオンライン投票で姜基甲前民労党代表を委員長とする革新非常対策委員会（以下、革新非対委）の設置と党刷新案を賛成多数で通過させた。革新非対委は5月15日、比例代表候補14名に辞退を求めると共に辞退しない場合は必要な措置を執ることを表明したが、主流派はこのような決定は受け入れられないとして強く反発している。革新非対委の決定に反発する旧・党権派は20日、独自に党員非常対策委員会（以下、党員非対委）を発足させることを発表した。党員非対委を発足させた理由について「比例代表候補を選ぶ党内選挙に不正があったとする調査結果は事実に反し、党員の無実を証明するために新しい非常対策委員会を設けた」と述べた。
党が事実上の分裂状態に陥った最中の5月21日、検察は総選挙比例代表候補選出不正疑惑事件捜査のため進歩党の中央党舎に家宅捜索を実施、22日明け方に党員名簿が収納されているサーバーなどを押収した。家宅捜索に対し党所属議員や党員がサーバー押収を阻止しようとして警官隊と衝突、革新非対委（新・党権派）と党員非対委（旧・党権派）側の双方が検察と公安当局に強く抗議した。また党員非対委の報道担当者は「革新非対側の幹部が警察を中に入れた」「非党権派連合の真相調査報告が検察による家宅捜索の口実になった」として、検察による進歩党への捜索責任を事実上革新非対委側に転嫁する姿勢を示した。
不正疑惑で混乱状態に陥っている進歩党の状況に対し、4月総選挙で共闘を行った最大野党である民主党の朴智元院内代表（非常対策委員長も兼務）は5月23日に行われた政党代表演説で「統合進歩党がこれ以上、国民の意志に背くようなら、もはや両党が連帯を組む意味が無くなってしまう」として懸念を示し、国民の常識に見合った事態収拾を求めた。革新非対委は予備選で選出した比例代表候補者全員に辞任を求めたのに対し、旧・党権派と目される当選者3名は辞任を拒否する姿勢を採っており、革新非対委の姜基甲委員長は22日に行われた非対委会議の中で候補辞任をしない場合、党除名も視野に入れた議論を行うことを明らかにした。こうした革新非対委による辞任要求に対し党員非対委側は23日、「検察の公安弾圧で党の命運が風前の灯火の危機に処しているのに、内部対立激化の処置を取るべきではない」と事実上、拒否する姿勢を示した。
比例代表予備選不正疑惑に端を発した進歩党事態は、野党連帯に対する国民の否定的な認識を強める結果にも繋がっている。新聞社と世論調査機関が共同で実施した定期世論調査（5月26日～27日実施）の結果、野党圏連帯に反対する人は61.1%に達し、進歩党事態が起こる前の4月21日に実施した世論調査で肯定的評価（42.8%）が否定的評価（38.2%）を上回ったのと対照的な結果となった。また政党支持率でもセヌリ党が支持を伸ばす一方で、民主党と進歩党が共に支持を減らす厳しい結果になった。

### 旧党権派議員除名をめぐって
5月29日、比例代表候補9名と柳時敏前代表の10名は、中央選管に候補者を辞任する旨の届けを提出した。革新非対委では党内予備選選出の比例代表候補14名（当選者3名を含む）を辞退させる方針を明らかにしている。しかし当選者2名と候補者2名は辞任を拒否しているため、党では除名も含めた懲戒処分の手続きに入った。こうした事態に対し保守系政党であるセヌリ党は不正選挙に関与し従北派と目される当選者2名（李錫基・金在妍）を国会で除名する方案を民主党に対して行った。民主党も30日に朴非対委員長が李錫基と金在妍の両氏が自発的に議員辞職しない場合「国会資格審査を通じて議員職を剥奪することもあり得る」と述べ、二人の議員辞職に積極的に動く意向を示した。6月6日、ソウル市党党紀委員会は中央委員会からの候補者辞任勧告を拒否していた比例代表議員2名を含む候補者4名の除名を決定した。ただし議員2名の除名については政党法の規定により党所属国会議員13名の過半数の承認を必要とし、党所属議員のうち旧・党権派が6名、非党権派が5名、態度を明らかにしていないのが2名となっている。
7月26日に行われた議員団総会で李ソッキ・金ジェヨン両議員に対する除名案の採決が行われたが、賛成6票、無効1票、棄権6票で否決された。除名案の否決は姜代表を中心とする指導部の指導力に傷をつけ、シム院内代表以下院内指導部3名が総辞職を表明した。また今回の事態によって民主労総の支持基盤がさらに弱まる可能性も指摘されている。新党権派における最大勢力である参与党系の柳時敏前共同代表は「‘進歩統合’‘野党圏連帯’‘進歩的政権交代’戦略は効力を喪失した」として離党する可能性を示唆した他、除名否決に反発した参与党系党員も「大衆的進歩政党の実現は現在の統合進歩党では実現できない」として組織的行動を表明、仁川連合や進歩新党出身グループも旧党権派との決別が避けられないとの見方を示した。

### 党の路線見直し
5月23日、革新非対委は党改革に関する課題を話し合うため「統合進歩党再生特別委員会」（以下、特別委員会）を革新非対委の下に設置することを決めた。特別委員会の委員長に任命された朴ウォンソク（参与連帯共同事務局長を経験）は「党の価値やビジョン、政策路線を一から見直す。南北関係や韓米関係についても（中略）過去の観点にとらわれているのではないか、という批判を重く受け止める」と語り、党の従北路線も含めた根本的な見直しを進めることを明らかにした。これにより、路線をめぐる対立が今後、本格化する可能性も指摘されている。
特別委員会が行った討論会では、「『自由』が進歩政党の重要価値に位置づけなければならない」との主張が出された他、80年代における問題意識に対する革新議論、党権派の路線と従北問題について活発な議論が展開された。特別委員会が18日に発表した党改革案では、北朝鮮の核開発への明確な反対、3代世襲への批判と人権問題への対処などこれまでタブー視されてきた問題に対する明確な姿勢を打ち出した。また在韓米軍撤退と韓米同盟解体についても根本的に改める必要性を打ち出した。
この党改革案に対して旧党権派の議員からは「民主統合党よりも後退し、（与党）セヌリ党と変わらない内容」との批判がでた。党改革案は6月29日の党大会で選出される次期指導部にゆだねられることになるが、仮に旧党権派の候補が当選した場合、改革案の全面修正若しくは破棄される可能性も指摘されている。その後、新党権派が進歩党を離党したことを受け、再び党権を掌握した旧党権派は9月16日に開催した臨時党大会の決議で、革新非対委による党改革案を全て無効化した。

### 北朝鮮核実験糾弾決議
北朝鮮が3回目の核実験を強行したことに抗議するため、韓国国会は2月14日に本会議を開き、核実験を糾弾する決議案を出席議員185名の満場一致で採択した。
糾弾決議案の採択に際し進歩党の議員6名は表決をボイコットした。表決に先立って行われた議員団総会では、「対北朝鮮制裁にばかり言及し、国際協調や軍事的備えばかりを列挙していることに懸念を表明する」として表決に参加しないことを明らかにした。これに対して与党セヌリ党のスポークスマンは「統合進歩党の議員らは、従北主義という疑いを受けるのに充分な行動を集団で行った。一体どこの国の国会議員なのか」と進歩党議員の表決ボイコットを批判する論評をした。

### 党幹部による内乱陰謀疑惑
8月28日、国家情報院（国情院）は、李石基（イ・ソッキ）など進歩党幹部が内乱陰謀や国家保安法違反容疑で、党関係者の自宅や事務所を家宅捜索すると共に、幹部三人を逮捕した。国情院によると、捜査対象となっている関係者は2012年総選挙で当選直後に国家保安法上の基幹施設破壊などを謀議したとされ、関係者自宅の捜索で示された令状では「5月にソウル某所で党員約130名が集まって秘密会合を行い、京畿南部地域の通信施設と石油施設の破壊を謀議した」と記されていたことが関係者家族の話として伝えられている。これに対し、統合進歩党はスポークスマンを通じて「朴槿恵（パク・クネ）政権が2013年版維新独裁体制を宣言した」「（朴槿恵大統領が）思想論争と公安弾圧という錆ついた刀を抜いた」として今回の容疑が（国情院による）大統領選挙不正介入疑惑で窮地に陥った朴槿恵大統領による弾圧であると批判した。また内乱陰謀疑惑を受けている李自身も29日に国会で行われた進歩党最高会議に出席した場で「疑惑内容全体がねつ造」と主張し、「基紊乱事件の主犯である国家情報院が進歩と民主勢力を相手に前代未聞の途方も無い大弾圧を行っている」と国情院による捜査を批判するコメントを明らかにした。
国情院は30日、新聞社を通じて李が内乱謀議を図ったとされる2012年5月に行われた会合の録音を公開したが、これが内乱謀議の決定的な証拠となるかについては難しいとの見方も出ている。
2013年9月4日、国会は李について出されていた逮捕同意案を可決。これを受けて国情院は、不逮捕特権を喪失した彼に対する勾引状を執行。翌5日、内乱陰謀などの容疑で逮捕した。なお同容疑によって現役国会議員が逮捕されたのは、今回が初めてとなった。同月26日、検察は李石基など4人を内乱陰謀の容疑で起訴した。起訴を受け、国会倫理特別委員会は11月28日に全体会議を開催、李石基に対する議員除名案を上程したが、最大野党である民主党などは、「李議員の裁判が終結しておらず名分が無い」として「案件調整委員会」の構成を要求した。
11月12日、内乱陰謀事件に関する初公判が水原地裁で行われ、李石基は起訴事実を全面的に否認。2014年2月16日、内乱陰謀などの容疑で起訴された李石基などに対する判決公判が行われ、水原地裁は李石基被告に対して内乱容疑主体の総責任者であるとして懲役12年・資格停止10年（求刑は懲役20年・資格停止10年）を言い渡した。有罪判決を受け、李石基が属する進歩党は「検察に続いて司法府まで朴槿恵政権の永久執権野心の前で忠誠を誓った」として判決を批判、正義党も「司法府の歴史に汚点として記録される無理で不適切な判決」として批判した。一方、民主党は「憲法の価値と民主主義の秩序を傷つけるいかなる行為に対しても妥協したり容認しないという原則は揺るがない」とする旨のコメントを発表、セヌリ党も「裁判所の判決を尊重する（中略）大韓民国の成熟した法治主義を確認させる道しるべになることを希望する」として判決を支持する論評を発表した。被告側は判決を不服として控訴。7月28日にソウル高等法院で行われた控訴審結審公判で検察側は1審と同様に李被告に懲役20年・資格停止10年を求刑。他の被告についても5人に懲役15年と資格停止10年、残る1人に懲役10年と資格停止5年を求刑した。8月11日に行われた控訴審判決においてソウル高裁は、李石基に対し懲役9年と資格停止7年の判決を言い渡した。控訴審では内乱陰謀罪については証拠不十分で無罪、内乱扇動や国家保安法違反については有罪とした。

### 統合進歩党に対する政党解散審判
2013年9月6日、法務部は次官直属の「違憲政党・団体関連タスクフォース（TF）」を設置し、自由民主主義秩序に反する政党や団体に対する総合的な対策を作る作業を開始した。TFでは従北問題の中心となってきた進歩党に対する違憲性の有無判断、政党解散と所属議員除名に関する問題についても検討することにしている。11月5日、韓国政府は統合進歩党に対する違憲政党解散審判請求を憲法裁判所に提出した。憲法裁判所に政党解散審判請求を提出したのは今回が初めてであり、法務部は提出理由について「統合進歩党の目的と活動が民主的基本秩序に違反すると判断し、憲法裁判所に統合進歩党に対する政党解散審判を請求した」と明らかにした。また「民主的基本秩序に違反する判断」した理由として、1.「最高理念である‘進歩的民主主義’がかつて金日成が主張して北朝鮮の建国理念となったもので（略）わが国の社会の根本的変化を企てる理念」、2.「民衆民主主義は‘働くものが主人公となる世の中’を目標にしており、（略）全ての国民が主権を持つという‘国民主権主義’に反する」の2点を挙げた。2014年1月から憲法裁判所で行われている審判過程では、「進歩党の綱領が北朝鮮型社会主義を目指すものであるのか」、「具体的な危険性が無く、政党の目的が違憲というだけで（党を）解散させることが出来るのか」を巡って政府と進歩党による攻防が行われた。最終弁論では「統合進歩党は大韓民国を内部で崩壊させようという癌のような存在だ。これ以上、政党の解散という手術を躊躇してはいけない」（黄教安法務部長官）、「北の指令で操縦されたことは全くない。疑惑と推測だけで政党を解散してよいのか」（李正姫統合進歩党代表）、「国家の安保に問題がないよう、北に追従する違憲政党を解散させ、大韓民国の自由民主主義を守らなければいけない」（黄教安法務部長官）と声を高めた。2014年12月19日、憲法裁判所が統合進歩党の解散命令を下した。これにより同党は即刻解散し、党所属の5人の大韓民国国会議員は失職した。
この強制解散に、新政治民主連合は、憲法裁判所の決定は重く受け入れるが、政党の自由が損なわれたことと批判、左派の団体などは「政府のやり方は強権的だ」などと反発している。